# Moschea di Re Fahd
La moschea di Re Fahd (in lingua bosniaca Džamija kralja Fahda), conosciuta anche come moschea di Re Fahd bin ʿAbd al-ʿAzīz Āl Saʿūd si trova a Sarajevo, in Bosnia ed Erzegovina.
Attualmente è la più grande moschea di Sarajevo, per il numero di fedeli che può accogliere. È stata costruita in un luogo dov'era particolarmente necessaria, essendo il punto della città maggiormente popolato, ma che non aveva nessuna moschea.
La moschea Re Fahd di Sarajevo è stata interamente finanziata dall'Arabia Saudita, come la più grande moschea per i musulmani della Penisola balcanica. Inoltre la moschea ha la reputazione di attirare molti musulmani da tutta la Bosnia Erzegovina, costruita recentemente dopo 5 anni dalla firma degli accordi di pace.